# ロドキサンチン
ロドキサンチン(Rhodoxanthin)は、ヨーロッパイチイ等の様々な植物に少量含まれ、紫色を呈するキサントフィル色素である。鳥類の羽毛でも見られることがある。食品添加物として、E161fのE番号を持ち、着色料として用いられる。EUやアメリカ合衆国では承認されていないが、オーストラリアやニュージーランドでは承認されている。